# Buitrago (Soria)
Buitrago ist ein Ort und eine zur bevölkerungsarmen Serranía Celtibérica gehörende Gemeinde (municipio) mit nur noch 74 Einwohnern (Stand: 2024) in der Provinz Soria im Osten der autonomen Gemeinschaft Kastilien-León in Spanien. 

## Lage
Buitrago liegt ca. 17 Kilometer (Fahrtstrecke) nordöstlich der Provinzhauptstadt Soria in einer Höhe von ca. 1030 m. Das Klima ist gemäßigt bis warm; Regen fällt hauptsächlich im Winterhalbjahr.

## Bevölkerungsentwicklung
| Jahr      | 1970 | 1981 | 1991 | 2001 | 2011 | 2021 |
| Einwohner | 80   | 56   | 59   | 53   | 60   | 72   |

## Sehenswürdigkeiten
- Stephanuskirche